# 루테늄
루테늄(←영어: Ruthenium 루시니엄[*], 문화어: 루테니움←독일어: Ruthenium 루테니움[*])은 화학 원소로 기호는 Ru(←라틴어: Ruthenium 루테니움[*]), 원자 번호는 44이다. 루테늄은 백금 광석에서 함께 산출되며, 이름은 라틴어로 루스인의 땅을 뜻하는 루테니아(Ruthenia)에서 비롯되었다. 주기율표에서 백금족(platinum group)에 속하는 희귀한 전이금속 원소이다. 다른 백금족 원소들처럼 루테늄은 대부분의 화학 물질들과 반응하지 않는다. 대부분 루테늄은 후막 저항기와 내부식성을 가지는 전기 접점으로 사용되고 백금 합금과 촉매로도 쓰인다.

## 물리적 성질
루테늄은 은회색의 단단한 다원자가(polyvalent)의 전이금속(모스경도 6.5)이며 분말은 검은색을 띤다. 로듐(Rh), 팔라듐(Pd), 오스뮴(Os), 이리듐(Ir), 백금(Pt)과 함께 백금족 원소들이라고 불린다. 또한 주기율표 상에서 철, 오스뮴, 하슘과 함께 8족에 속하는 원소이다.

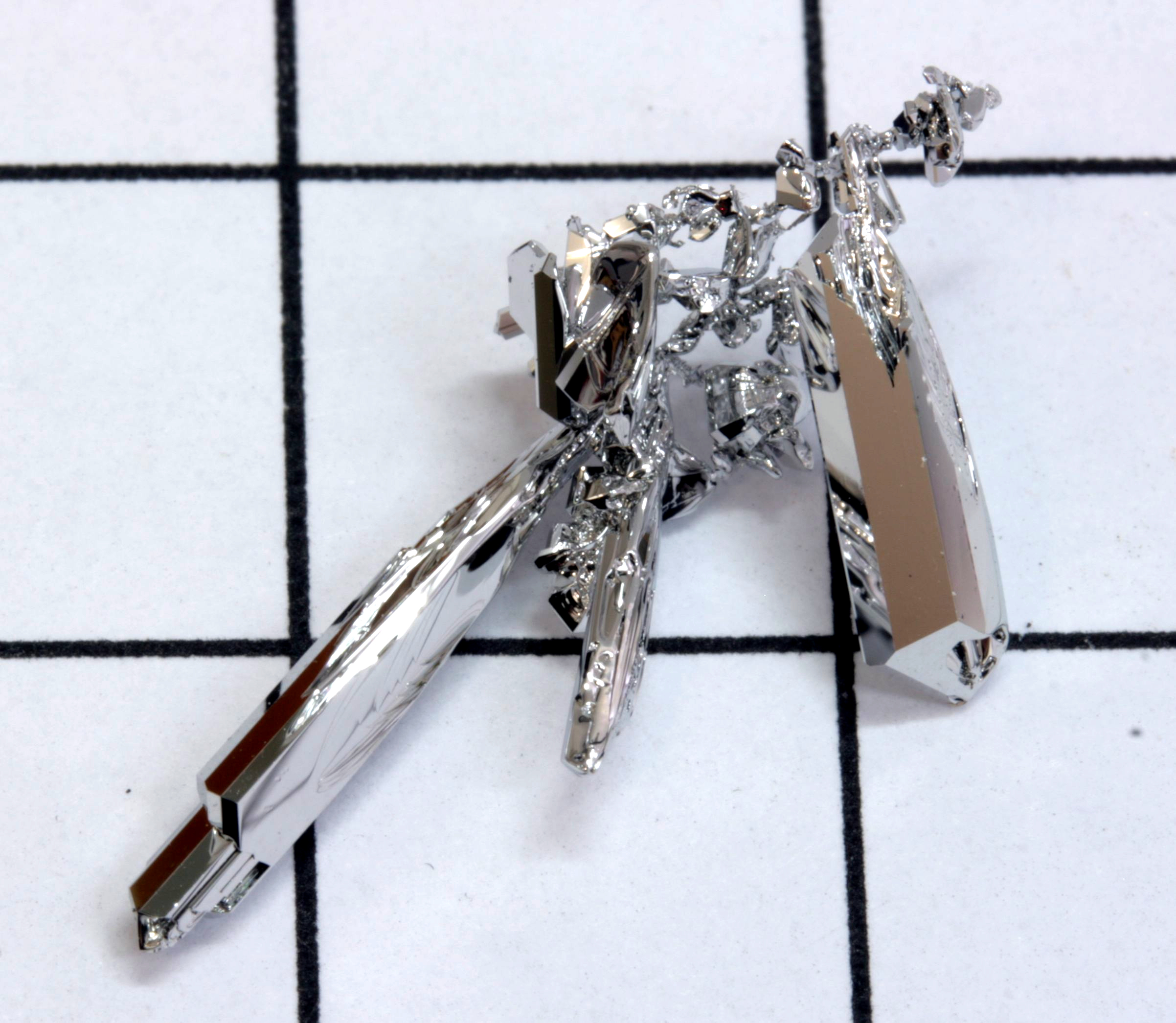
루테늄 금속 결정.

다른 8족 원소들은 최외각 전자가 2개이지만 루테늄은 1개의 최외각 전자를 갖는다.(1개는 더 낮은 전자껍질 안에 있다) 이러한 변칙들은 나이오븀(Nb), 몰리브데넘(Mo), 로듐(Rh)에서 발견된다. 루테늄은 4개의 결정 구조를 가질 수 있고 아주 높은 온도로 가열하지 않으면 광택을 잃지 않는다. 루테늄은 800 °C(1,070 K)이상의 온도로 가열해야 산화된다. 루테늄은 용융된 알칼리에 녹아 RuO42-를 생성한다. 루테늄은 산에 녹지 않는다(심지어 aqua regia라고도 하는 왕수에도 녹지 않는다). 하지만 높은 온도에서는 할로젠 원소들과 반응할 수 있다.
적은 양의 루테늄은 백금(Pt)과 팔라듐(Pd)의 강도를 높여준다. 또한 적은 양의 루테늄을 타이타늄에 추가하면 내부식성이 두드러지게 높아진다. 이 금속은 전기도금과 열분해를 이용해서 도금할 수 있다. 루테늄-몰리브데넘 합금은 10.6 K(켈빈)의 온도에서 초전도 현상을 나타내는 것으로 알려져 있다. 루테늄은 +8의 산화수까지 가질 수 있는 마지막 4d 전이금속이다. 이 산화수는 주기율표에서 루테늄의 밑에 위치한 같은 8족 원소인 오스뮴(Os)보다 안정하지 못한다. 이것은 루테늄과 오스뮴(Os)이 속한 8족이 전이금속 2번째 줄과 3번째 줄에 있는 원소들이 눈에 보이는 차이를 처음 나타내는 족이라는 것을 뜻한다.
다른 백금족 원소들처럼 루테늄은 대부분의 다른 물질들에 대해서 반응성이 적다. 실온에서는 백금과 비슷하게 생겼으나 백금(Pt)보다 훨씬 단단하면서도 잘 깨진다. 오스뮴과는 달리 루테늄은 철처럼 +2와 +3의 낮은 산화수를 가지는 수용성 양이온을 만들 수 있다. 루테늄은 4d 전이금속 중에서 처음으로 녹는점, 끓는점, 원자화 엔탈피의 하강세를 나타내는 원소로 이들의 최댓값은 몰리브데넘(Mo)에서 관찰된다.(몰리브데넘 다음 원소인 테크네튬(Tc)은 극히 예외적으로 추세에 따르지 않는 매우 낮은 값을 가지는데 이는 그 원소의 전자배치가 [Kr] 4d5 5s2로 반이 딱 찼기 때문이다. 그렇지만 추세에서 벗어나는 정도는 같은 족에 있는 3d 전이금속의 망가니즈 보다 적다.)
루테늄은 같은 8족 원소인 철과 달리 상온에서 상자성을 띠며 결정체는 조밀 육방 격자 구조를 가진다.(철은 퀴리온도 이상의 온도에서는 상온의 루테늄처럼 상자성을 띤다.) 녹는점, 끓는점이 매우 높으며 밀도는 12.45 g/cm3이다. 같은 족 원소인 철보다 열과 전기를 더 잘 전달한다.
일반적인 루테늄 이온의 산성 수용액에서의 환원 퍼텐셜은 다음과 같다.
0.455 V Ru2+ + 2e− ↔ Ru
0.249 V Ru3+ + e− ↔ Ru2+
1.120 V RuO2 + 4H+ + 2e− ↔ Ru2+ + 2H2O
1.563 V RuO42- + 8H+ + 4e− ↔ Ru2+ + 4H2O
1.368 V RuO4- + 8H+ + 5e− ↔ Ru2+ + 4H2O
1.387 V RuO4 + 4H+ + 4e− ↔ RuO2 + 2H2O

## 화학적 성질
루테늄은 다른 백금족 원소들과 마찬가지로 반응성이 작은 금속이다. 그러나 분말 상태에서는 비교적 반응성이 크며 기체를 다량으로 흡수하기도 한다. 비산화성 산에는 녹지 않으며 100°C 이하의 온도에서는 왕수에도 녹지 않는다. 용융 알칼리에는 공기가 있으면 녹을 수 있으며 과산화 나트륨(Na2O2)이나 염소산 칼륨(KClO3)와 같은 산화성 용제가 있으면 더욱 잘 녹아 루테늄산 이온(RuO42-)이 된다. 실온의 공기에서는 산소와 반응하지 않고 800°C 이상의 온도에서 검은 자줏빛의 이산화 루테늄(RuO2)이 된다. 대부분의 비금속과 고온에서 느리게 반응한다. 그러나 플루오린(F)이나 염소(Cl)와 같은 산화제와는 쉽게 반응하는데 플루오린(F) 기체와는 육플루오린화 루테늄(RuF6)을, 염소(Cl) 기체와는 삼염화 루테늄(RuCl3)을 만든다. 루테늄은 산화수가 +1~+8, -2인 화합물들이 알려져 있으나, 화합물에서 흔한 산화상태는 +2, +3, +4이다. +8 화합물로 사산화 루테늄(RuO4)이 있는데 이는 녹는점이 25.4°C, 끓는점이 40°C인 휘발성 금속 산화물이다. 이는 루테늄과 같은 족에 위치한 원소인 오스뮴의 산화물인 사산화 오스뮴 OsO4(녹는점 40.25°C, 끓는점 129.7°C)과 성질이 비슷하며 자극적인 냄새가 난다.

## 동위원소
자연적인 루테늄은 7가지 안정 동위원소들로 구성되어 있다. 또 34개의 방사성 동위원소도 발견되었다. 이 방사성 동위원소 중 가장 반감기가 긴 것은 106Ru로 373.59 일의 반감기를 가지고, 그 다음 순위는 39.26일의 반감기를 가지는 103Ru, 그리고 2.9일의 반감기를 가지는 97Ru가 있다.
15개의 다른 방사성 동위원소들은 89.93 u (90Ru)부터 114.928 u (115Ru)의 범위의 원자량을 갖고 있다. 그 방사성 동위원소들 중 95Ru (반감기: 1.643 시간)와105Ru (반감기: 4.44 시간)을 제외하고는 모두 반감기가 5분을 넘지 않는다.
자연적인 루테늄 동위원소 중 가장 존재 비율이 큰 102Ru보다 가벼운 루테늄 동위원소들의 일반적인 방사성 붕괴 방식은 전자 포획이고 102Ru보다 무거운 루테늄 동위원소들의 가장 흔한 붕괴 방식은 베타 붕괴이다. 그러므로 102Ru보다 가벼운 루테늄 동위원소는 테크네튬(Tc)으로, 무거운 루테늄 동위원소는 로듐(Rh)으로 붕괴한다. 106Ru는 우라늄(U)이나 플루토늄(Pu)의 방사성 붕괴 산물이다.

## 화합물
루테늄은 0에서 +8, 그리고 -2의 산화수를 가진다. 주로 루테늄과 오스뮴(Os)의 화합물은 성질이 비슷하다. +2, +3, 그리고 +4의 산화수가 가장 일반적이다. 삼염화 루테늄은 붉은 고체로, 화학적으로 많이 연구되지는 않았지만 종합적으로는 유용한 화합물이다.

### 산화물과 칼코젠화물
루테늄은 이산화 루테늄(RuO2, 산화수: +4)으로 산화될 수 있다. 이 산화물은 메타과아이오딘산 소듐(Sodium metaperiodate)으로 산화되어 사면체 구조를 가지고 휘발성이 있는 노란색 사산화 루테늄(RuO4)를 생성하는데, 이 화합물은 공격적인 강한 산화제로 결정 구조와 성질이 사산화 오스뮴(OsO4)과 비슷하다. RuO4는 광석이나 방사성 폐기물에서 루테늄을 추출할 때 중간 물질(intermediate)로 이용된다.
K2RuO4, 즉 루테늄산이포타슘(Dipotassium ruthenate, 산화수: +6)과 과루테늄산 포타슘(potassium perruthenate, 산화수:+7) KRuO4도 알려져 있다. 사산화 오스뮴과는 비교적으로 사산화 루테늄은 더 불안정하며, 묽은 염산(HCl)과 에탄올(CH3CH2OH)과 같은 유기용매를 산화시킬 만큼 강력한 산화제이다. 이 화합물은 루테늄산염 RuO2-으로 쉽게 환원된다. 알칼리성 수용액에서는 100 °C이상의 온도에서 분해되어 이산화 루테늄을 생성한다. 철(Fe)과는 달리, 루테늄은 오스뮴(Os)처럼 +2, +3의 산화수를 가지는 산화물을 만들지 않는다. 루테늄은 칼코젠 원소들과 이칼코젠화물을 생성하는데, 이들은 황철석과 같은 결정 구조를 가지는 반도체이다. 이들 중 황화 루테늄(RuS2)은 라우리트(로우라이트, laurite)라는 광물에서 자연적으로 발견된다.
철과 비슷하게, 루테늄은 옥소음이온을 쉽게 생성하지 않고, 수산화 이온들과 높은 배위수를 가지는 배위 화합물을 만드는 것을 더 선호한다. 사산화 루테늄은 저온의 묽은 수산화 포타슘 용액으로 환원되어 검은색 +7의 산화수를 가지는 과루테늄산 포타슘을 생성한다. 이 화합물은 염소(Cl) 기체로 루테늄산이포타슘 K2RuO4을 환원시키는 방법으로도 생성될 수 있다. 과루테늄산 이온은 불안정하며 물로 인해 환원되어 주황색 루테늄산 이온을 생성한다. 루테늄산 포타슘은 루테늄 금속을 용융 상태의 수산화 포타슘과 질산 포타슘과 반응시켜서 합성될 수 있다.
MIIRuIVO3, Na3RuVO4, Na2Ru2O7, M2IILnIIIRuVO6 과 같은 몇몇 혼합산화물도 알려져 있다.

### 할로젠화물과 옥시할로젠화물
할로젠 원소를 가장 많이 포함하는 루테늄 할로젠화물은 육플루오린화 루테늄으로, 녹는점 54 °C의 짙은 갈색 고체이다. 이 화합물은 물과 접촉 시 격렬하게 가수분해되며 쉽게 분해되어서 플루오린 기체를 생성하며 더 낮은 산화수를 가지는 루테늄 플루오린화물의 혼합물을 생성한다. 오플루오린화 루테늄은 사량체(tetrameric)의 짙은 녹색 고체로 역시 쉽게 가수분해되며 섭씨 86.5도에서 녹는다. 노란색의 사플루오린화 루테늄은 아이오딘(I)으로 오플루오린화 루테늄을 환원시켜서 생성된다. 이런 높은 산화수는 루테늄의 산화물과 플루오린화물 에서만 볼 수 있다.
삼염화 루테늄은 잘 알려진 루테늄 화합물으로, 검은색 알파 형태와 짙은 갈색의 베타 동소체가 존재하는데, 이의 수화물은 붉은색이다.